# Partit de l'Aliança dels Liberals i Demòcrates per Europa
El Partit de l'Aliança dels Liberals i Demòcrates per Europa (ALDE Party per les seves sigles en anglès) és un partit polític europeu liberal-demòcrata i proeuropeu, fundat a Stuttgart el 26 de març de 1976 com una confederació de partits polítics nacionals amb el nom de Federació de Partits liberals i Demòcrates d'Europa, canviat de nom com a Liberals i Demòcrates Europeus (ELD) en 1977 i com a Liberal Demòcrates i Reformistes Europeus (ELDR) en 1986. En 2015 el partit va elegir com a president al neerlandès Hans van Baalen, que va morir al càrrec el 2021.
L'ALDE és el tercer partit de la Unió Europea (UE), amb 65 diputats en el Parlament Europeu, tots ells presents en el Grup Renovar Europa, el qual compta amb 103 membres en total, on també participen altres partits del Partit Demòcrata Europeu i el francès La República en Marxa d'Emmanuel Macron. A més compta amb 5 membres de la Comissió Europea i 5 en el Consell Europeu, on és també el tercer partit, a més del president d'aquest, el belga Charles Michel.
Amb 70 partits repartits entre 41 països d'Europa, controla el govern de 6 estats de tot el continent, i compta amb el tercer grup més gran de l'Assemblea Parlamentària del Consell d'Europa, amb 97 membres en el Grup de l'Aliança dels Liberals i Demòcrates per Europa.
El Partit de l'Aliança dels Liberals i Demòcrates per Europa inclou partits tan importants com Ciutadans - Partit de la Ciutadania d'Espanya, el Partit Democràtic Lliure d'Alemanya, el Moviment pels Drets i les Llibertats de Bulgària, Venstre i el Partit Socioliberal Danés de Dinamarca, ANO 2011 de Txèquia i Servidor del Poble d'Ucraïna, el partit del president Volodímir Zelenski.

## Història
Els contactes internacionals entre els liberals remunten a 1924 amb la creació de la Unió mundial liberal en el marc de la Societat de Nacions. L'any 1947, és rellançada sota el nom d'Internacional liberal sobre la impulsió dels liberals belgues i britànics. Contràriament a altres Internacionals, no agrupa els partits polítics liberals, però de les persones ocupant de les funcions importants si són d'aquests partits. Aquest espai va anar associant de manera progressiva als partits del Grup Liberal al Parlament Europeu.
El 26 de març de 1976, la Federació de Partits Liberals i Demòcrates a Europa es va fundar a Stuttgart després de quatre anys de treballs preparatoris. Els membres del Grup Liberal al Parlament Europeu van participar automàticament al Congrés. L'objectiu de la Federació era de vetllar que la Comunitat Europea es desenvolupa seguint els principis del liberalisme. Al Congrés de Brussel·les de l'any 1977 es va aprovar un programa comú i es va definir el nom de "Liberals i Demòcrates Europeus", que va continuar fins a 1986, on es va reanomenar com "Liberals, Demòcrates i Reformistes Europeus".
Els partits fundadors de la federació van ser el Partit Democràtic Lliure d'Alemanya, l'Esquerra de Dinamarca, el Partit Radical de França, el Partit Liberal Italià, el Partit Popular per la Llibertat i la Democràcia dels Països Baixos, el Partit per la Llibertat i el Progrés de Bèlgica i el Partit Democràtic de Luxemburg. Els membres observadors que es van unir més tard el 1976 van ser els Republicans Independents de França, el Partit Liberal Britànic i el Partit Republicà Italià. També formaven part el Moviment dels Radicals d'Esquerra francès i el Partit Social Liberal danès, però es van sortir abans de les eleccions europees de 1977. Els socioliberals danesos hi van tornar l'any 1992.
Es va convertir en el Partit Europeu dels Liberals, Demòcrates i Reformistes (ELDR Party) el 2004, quan va ser fundat com a partit europeu oficial i sota la llei belga en un Congrés extraordinari a Brussel·les, celebrat el 30 d'abril de 2004, el dia abans de l'ampliació de la Unió Europea. Al mateix temps, el Grup del Partit Europeu dels Liberals, Demòcrates i Reformistes es va aliar amb els partits del recentment creat Partit Demòcrata Europeu, formant l'Aliança dels Liberals i Demòcrates per Europa (ALDE) com a grup al Parlament Europeu.
En les eleccions de juny de 2004 va obtenir 88 eurodiputats, que van formar part del grup de l'Aliança dels Demòcrates i Liberals per Europa (ALDE). En les de 2009 l'ELDR va obtenir un total de 71 europarlamentaris, baixada que també va experimentar la coalició entre ELDR i el Partit Demòcrata Europeu, que va obtenir en total de 84 eurodiputats, baixant els seus resultats un 19,2% respecte a 2004.
El 10 de novembre de 2012, el partit va triar el seu actual nom com a Partit de l'Aliança dels Liberals i Demòcrates per Europa, pres del seu propi grup polític del Parlament Europeu. Posteriorment, a les eleccions de 2014, l'ALDE Party va aconseguir 49 diputats mentre el grup del Parlament Europeu es va constituir amb 67 diputats.
En les eleccions al Parlament Europeu de 2019, on el Partit de l'Aliança dels Liberals i Demòcrates per Europa portava una candidatura coral anomenada Equip Europa, i va aconseguir 76 diputats (64 sense comptar els diputats del Regne Unit que van sortir després del Brexit). Una vegada celebrades les eleccions, es va constituir el Grup Renovar Europa amb els diputats de l'ALDE Party, el Partit Demòcrata Europeu i els diputats del francès La República en marxa amb 108 diputats, 98 després del Brexit.

## Líders històrics
Des de la seva constitució com a federació, el Partit de l'Aliança dels Liberals i Demòcrates per Europa, amb els seus diferents noms, ha tingut 8 presidents:
| President | President                 | Partit polític                                                   | Mandat                 | Mandat                            |
| --------- | ------------------------- | ---------------------------------------------------------------- | ---------------------- | --------------------------------- |
|           | Gaston Thorn              | Partit Democràtic ( Luxemburg)                                   | 1978                   | 1981                              |
|           | Willy De Clercq           | Partit per la Llibertat i el Progrés ( Bèlgica)                  | 1981                   | 1985                              |
|           | Colette Flesch            | Partit Democràtic ( Luxemburg)                                   | 1985                   | 1990                              |
|           | Willy De Clercq           | Partit per la Llibertat i el Progrés ( Bèlgica)                  | 1990                   | 1995                              |
|           | Uffe Ellemann-Jensen      | Esquerra ( Dinamarca)                                            | 1995                   | 2000                              |
|           | Werner Hoyer              | Partit Democràtic Lliure ( Alemanya)                             | 2000                   | 2005                              |
|           | Annemie Neyts-Uyttebroeck | Liberals i Demòcrates Flamencs ( Bèlgica)                        | 2005                   | 2011                              |
|           | Graham Watson             | Liberal Demòcrates ( Regne Unit)                                 | 25 de novembre de 2011 | 21 de novembre de 2015            |
|           | Hans van Baalen           | Partit Popular per la Llibertat i la Democràcia ( Països Baixos) | 21 de novembre de 2015 | 30 d'abril de 2021 (per defunció) |
|           | Vacant                    |                                                                  |                        |                                   |

## Prioritats polítiques
El document fundacional de la Federació de Partits liberals i Demòcrates d'Europa, publicat el 26 de març de 1976, estava basat en els principis liberals per a protegir i promoure els drets i llibertats de l'individu, per aconseguir una vida decent per tots els ciutadans europeus, garantir la pau, la llibertat i la prosperitat i per avançar cap a una unió europea (en aquell moment, Comunitat Econòmica Europea). Tenia com a punts principals els següents:
- La tasca de la Unió Europea ha de ser garantir els drets humans, civils i polítics a escala interna.
- Creació d'una constitució democràtica lliure basada en els principis de divisió de poders, votació per majoria i protecció de les minories.
- Assegurar un creixement econòmic estable i equilibrat, creant així per als seus ciutadans les condicions per a una protecció social eficaç en les viscudes de la vida, qüestions que consideren no es poden fer nacionalment.
- Aposta per una política exterior comuna que abasti tant les relacions exteriors com la Cooperació Política Europea, braç a braç amb els socis de l'Aliança Atlàntica, especialment els Estats Units, i en les Nacions Unides.
- Una Unió Europea basada en la convicció comuna que la llibertat de l'individu, la igualtat d'oportunitats per a tots i la lliure competència d'idees i partits són elements indispensables d'una societat democràtica.

Actualment, el Partit de l'Aliança dels Liberals i Demòcrates per Europa manté vigent aquesta carta fundacional, però es planteja els reptes del segle XXI, com per exemple la recuperació econòmica i el desenvolupament sostenible d'acord amb les dues transicions digital i verda, la defensa de la competència i l'economia de mercat, una millora del comerç lliure i diverses cadenes de subministrament i el respecte dels valors de la Unió Europea.

## Governança
L'ALDE opera com una associació internacional sense ànim de lucre segons la llei belga. Els estatuts del Partit de l'Aliança dels Liberals i Demòcrates per Europa s'han modificat diverses vegades, sent la darrera versió l'aprovada al Congrés d'Atenes al 2019.
L'organització interna del Partit de l'Aliança dels Liberals i Demòcrates per Europa es compon de tres estaments estatutaris: la Presidència, el Consell i el Congrés.

### Presidència
La gestió de l'ALDE entre congressos és potestat de la Presidència. Aquesta està formada per 11 membres elegits pel Congrés, entre els quals hi haurà sempre un president, nou vicepresidents i un tresorer, amb un màxim de tres mandats consecutius de dos anys en el mateix càrrec i un màxim de vuit anys en total. A més, hi formen part ex-oficio el secretari general, els líders dels grups parlamentaris al Parlament Europeu, al Comitè de les Regions i al Consell d'Europa i els presidents de la Internacional Liberal, de la Joventut Liberal Europea i del Fòrum Liberal Europeu.
El maig de 2021, i després de la mort de Hans van Baalen dins el seu mandat de president, es va escollir una nova presidència i dos copresidents en funcions al front del partit (als que se sumen els representants ex-oficio):
- Timmy Dooley - copresident en funcions
- Ilhan Kyuchyuk - copresident en funcions
- Henrik Bach Mortensen - vicepresident
- Daniel Berg - vicepresident
- Baronessa Sal Brinton - vicepresidenta
- Dita Charanzová - vicepresidenta
- Luis Garicano - vicepresident
- Alexander Graf Lambsdorff - vicepresident
- Annelou Van Egmond - vicepresidenta
- David Burke - tresorer

### Consell
El Consell de l'ALDE està format per un representant de tots els membres de ple dret del partit i delegats dels membres individuals, així com per la presidència. Entre les funcions estatutàries del Consell figuren l'aprovació dels comptes anuals, la definició de les quotes d'afiliació, l'admissió o expulsió de membres de l'ALDE, la creació del programa comú o la interpretació dels articles dels estatuts.

### Congrés
El Congrés és el màxim òrgan de l'ALDE i està format per tots els membres de ple dret, així com la presidència del partit i els convidats que es creguin oportuns, amb dret a veu però sense vot. Les decisions del Congrés sempre seran vinculants a tots els membres de l'entitat. L'elecció de la direcció, la modificació dels estatuts, la dissolució del partit, la generació del programa comú i del candidat a president de la Comissió Europea són poders reservats al Congrés del Partit de l'Aliança dels Liberals i Demòcrates per Europa.

## Institucions europees
El Partit de l'Aliança dels Liberals i Demòcrates per Europa té presència a les principals institucions europees i ostenta la presidència del Consell Europeu, en mans del belga Charles Michel.

### Consell Europeu
El Partit de l'Aliança dels Liberals i Demòcrates té cinc caps d'Estat o de Govern, dels 27 que assisteixen amb dret a vot a les cimeres del Consell Europeu.
| Estat         | Representant      | Càrrec           | Partit polític                                  | Data d'entrada        |  |
| ------------- | ----------------- | ---------------- | ----------------------------------------------- | --------------------- |  |
| Bèlgica       | Alexander De Croo | Primer ministre  | Liberals i Demòcrates Flamencs                  | 1 d'octubre de 2020   |  |
| Estònia       | Kaja Kallas       | Primera ministre | Partit Reformista Estonià                       | 26 de gener de 2021   |  |
| Irlanda       | Micheál Martin    | Primer ministre  | Fianna Fáil                                     | 27 de juny de 2020    |  |
| Luxemburg     | Xavier Bettel     | Primer ministre  | Partit Democràtic                               | 4 de desembre de 2013 |  |
| Països Baixos | Mark Rutte        | Primer ministre  | Partit Popular per la Llibertat i la Democràcia | 14 d'octubre de 2010  |  |

### Comissió Europea
Després de les eleccions al Parlament Europeu de 2019, l'alemanya Ursula von der Leyen va ser nominada pel partit com a presidenta de la Comissió i va rebre el suport de la majoria dels partits de l'ALDE. L'1 de desembre de 2019 la Comissió Von der Leyen va assumir oficialment el càrrec amb 5 titulars del Partit de l'Aliança dels Liberals i Demòcrates per Europa de 27 comissaris europeus.
| Estat     | Comissionat        | Càrrec                                                        | Partit polític                                        |  |
| --------- | ------------------ | ------------------------------------------------------------- | ----------------------------------------------------- |  |
| Dinamarca | Margrethe Vestager | Vicepresidenta executiva Una Europa adaptada a l'era digital. | Esquerra Radical                                      |  |
| Txèquia   | Věra Jourová       | Valors i transparència                                        | ANO 2011                                              |  |
| Bèlgica   | Didier Reynders    | Justicia                                                      | Moviment Reformador                                   |  |
| Eslovènia | Janez Lenarčič     | Gestió de crisis                                              | Independent (forma part a títol individual de l'ALDE) |  |
| Estònia   | Kadri Simson       | Energia                                                       | Partit del Centre Estonià                             |  |

### Parlament Europeu
El Partit de l'Aliança dels Liberals i Demòcrates per Europa va formar al finalitzar les eleccions del 2019, junt amb el Partit Demòcrata Europeu i el francès La República en Marxa d'Emmanuel Macron, el Grup Renovar Europa al Parlament Europeu, en substitució del Grup de l'Aliança dels Liberals i Demòcrates per Europa. El grup actual compta amb 98 membres en total, 65 d'ells de l'ALDE Party, 12 del PDE i 17 dels francesos de La República en Marxa entre d'altres.
El Grup al Parlament Europeu està presidit pel diputat de Romania Dacian Cioloș, té dos de les catorze vicepresidències del Parlament, un dels cinc qüestors i quatre de les comissions parlamentàries, entre elles la de Seguretat i defensa i la de Medi ambient, salut pública i seguretat alimentaria.

### Comitè Europeu de les Regions
El Partit de l'Aliança dels Liberals i Demòcrates per Europa forma part de l'Assemblea Parlamentària del Comitè de les Regions, sent el tercer major grup de la cambra, que inclouen presidents de governs regionals, alcaldes i membres de consells municipals dels 27 estats membre. El Grup Renovar Europa té com a president al francès François Decoster, president de la cambra regional dels Alts de França.

## Més enllà de la Unió Europea
El Partit de l'Aliança dels Liberals i Demòcrates per Europa té molts partits més enllà de la Unió Europea, formant diversos governs de coalició, i presència en altres cambres com el Consell d'Europa, l'Organització per a la Seguretat i la Cooperació a Europa o l'Assemblea Parlamentària de l'OTAN.

### Països de fora de la Unió Europea
L'ALDE Party té actualment partits a 26 estats de fora de la Unió Europea, formant govern de coalició a Macedònia del Nord i a Suïssa, així com als governs regionals d'Irlanda del Nord i Gibraltar al Regne Unit.

### Consell d'Europa
El Grup de l'Aliança dels Liberals i Demòcrates per Europa a l'Assemblea Parlamentària del Consell d'Europa és el tercer grup més important de la cambra amb 97 membres, tres més que el Grup dels Conservadors Europeus i Aliança Democràtica. El Grup, liderat pel francès Jacques Maire, també està integrat per partits membres de Renovar Europa com La República en Marxa, així com a partits de fora de la Unió Europea com el Partit Cívic Progressista de Liechtenstein o el partit Prioritat Mònaco.

### Organització per a la Seguretat i la Cooperació a Europa
El Partit de l'Aliança dels Liberals i Demòcrates per Europa forma part del Grup Liberal a l'Assemblea Parlamentària de l'Organització per a la Seguretat i la Cooperació a Europa (OSCE). Aquesta unió és totalment informal, ja que els grups polítics no estan reconeguts per l'assemblea parlamentària. Del mateix formen part els partits integrants de l'ALDE Party i del Grup Renovar Europa, així com d'altres partits d'interessos propers com el Partit Cívic Progressista de Liechtenstein.

### Organització del Tractat de l'Atlàntic Nord
Per acabar, l'ALDE Party també es present i actiu a l'Assemblea Parlamentària de l'Organització del Tractat de l'Atlàntic Nord (OTAN) i formen el Grup Liberal, grup informal de diputats del Partit de l'Aliança dels Liberals i Demòcrates per Europa i partits amb interessos comuns.

## Fòrum Liberal Europeu
El Fòrum Liberal Europeu (ELF per les seves sigles en anglès) és el laboratori d'idees oficial del Partit de l'Aliança dels Liberals i Demòcrates per Europa. La Fundació, oficialitzada per la Unió Europea i fundada al 2007, te com a objectius aportar noves idees al debat polític, proporcionar una plataforma de debat al Partit i capacitar als ciutadans de la Unió Europea perquè facin sentir les seves veus.
El Fòrum Liberal Europeu està format per 47 fundacions o organitzacions dels països membres del Partit de l'Aliança dels Liberals i Demòcrates per Europa com la Fundació Friedrich Naumann per la Llibertat d'Alemanya, el Fòrum de Paddy Ashdown del Regne Unit o el Centre d'Estudis Liberals - Markos Dragoumis de Grècia, així com entitats supranacionals com Liberals LGBTI d'Europa. L'entitat està dirigida per les eurodiputades Hilde Vautmans (Bèlgica) com a presidenta, i Svenja Hahn (Alemanya) com a primera vicepresidenta.

## Membres
Els estatuts del Partit de l'Aliança dels Liberals i Demòcrates per Europa defineix que el nombre de membres és il·limitat, però no pot ser inferior a dos, i els agrupa en dues categories: partits membres i partits associats, a més de la Joventut Liberal Europea, que és membres de ple dret automàticament. Tots els membres han de compartir i complir les idees i objectius de l'ALDE per formar part de l'organització.

### Partits de la Unió Europea
El Partit de l'Aliança dels Liberals i Demòcrates per Europa té 36 partits membres i 6 associats a 25 estats de la Unió Europea.
| Estat         | Nom (català)                                       | Nom (llengua del país)                                                               | abr.    | Eurodiputats |
| ------------- | -------------------------------------------------- | ------------------------------------------------------------------------------------ | ------- | ------------ |
| Alemanya      | Partit Democràtic Lliure                           | Freie Demokratische Partei                                                           | FDP     | 5 / 96       |
| Àustria       | NEOS - La Nova Austria i Fòrum Liberal             | NEOS - Das Neue Österreich und Liberals Forum                                        | NEOS    | 1 / 18       |
| Bèlgica       | Liberals i Demòcrates Flamencs                     | Vlaamse Liberalen en Democraten                                                      | VLD     | 2 / 21       |
| Bèlgica       | Moviment Reformador                                | Mouvement Réformateur                                                                | MR      | 2 / 21       |
| Bulgària      | Moviment pels Drets i les Llibertats               | Движение за права и свободи Dvizhenie za prava i svobodi Hak ve Özgürlükler Hareketi | DPS     | 3 / 17       |
| Croàcia       | Aliança Cívica Liberal (associat)                  | Građansko-liberalni savez                                                            | GLAS    | 0 / 11       |
| Croàcia       | Assemblea Democràtica Istriana                     | Istarski Demokratski Sabor Dieta Democratica Istriana                                | IDS-DDI | 1 / 11       |
| Croàcia       | Centre                                             | Centar                                                                               |         | 0 / 11       |
| Croàcia       | Partit Popular Croat - Demòcrates Liberals         | Hrvatska narodna stranka - Liberalni Demokrati                                       | HNS     | 0 / 11       |
| Croàcia       | Partit Social Liberal Croat (associat)             | Hrvatska socijalno liberalna stranka                                                 | HSLS    | 0 / 11       |
| Dinamarca     | Esquerra                                           | Venstre                                                                              | V       | 4 / 13       |
| Dinamarca     | Partit Socioliberal Danés                          | Radikale Venstre                                                                     | RV / B  | 2 / 13       |
| Eslovàquia    | Eslovàquia Progressista                            | Progresívne Slovensko                                                                | PS      | 3 / 13       |
| Eslovènia     | Llista de Marjan Šarec                             | Lista Marjana Šarca                                                                  | LMŠ     | 2 / 8        |
| Eslovènia     | Partit d'Alenka Bratušek (associat)                | Stranka Alenke Bratušek                                                              | SAB     | 0 / 8        |
| Espanya       | Ciutadans - Partit de la Ciutadania                | Ciudadanos - Partido de la Ciudadanía                                                | C's     | 7 / 59       |
| Estònia       | Partit del Centre Estonià                          | Eesti Keskerakond                                                                    | EK      | 1 / 7        |
| Estònia       | Partit Reformista Estonià                          | Eesti Reformierakond                                                                 | ER      | 2 / 7        |
| Finlàndia     | Partit del Centre                                  | Suomen Keskusta                                                                      | Kesk    | 2 / 13       |
| Finlàndia     | Partit Popular Suec                                | Svenska Folkpartiet Ruotsalainen kansanpuolue                                        | SFP     | 1 / 13       |
| França        | Moviment Radical                                   | Mouvement radical                                                                    | MR      | 1 / 79       |
| França        | Unió dels Demòcrates i Independents                | Union des démocrates et indépendants                                                 | UDI     | 0 / 79       |
| Hongria       | Moviment Momentum                                  | Momentum Mozgalom                                                                    | M       | 2 / 21       |
| Hongria       | Partit Liberal Hongarès                            | Magyar Liberális Párt                                                                | MLP     | 0 / 21       |
| Irlanda       | Fianna Fáil                                        | Fianna Fáil                                                                          | FF      | 2 / 13       |
| Itàlia        | Més Europa                                         | Più Europa                                                                           | +E      | 0 / 76       |
| Itàlia        | Radicals Italians                                  | Radicali Italiani                                                                    | RI      | 0 / 76       |
| Itàlia        | Team K (associat)                                  | Team Köllensperger                                                                   | K       | 0 / 76       |
| Letònia       | Desenvolupament de Letònia                         | Latvijas Attīstībai                                                                  | LA      | 1 / 8        |
| Letònia       | Moviment Per!                                      | Kustība Par!                                                                         | Par!    | 1 / 8        |
| Lituània      | Moviment dels Liberals de la República de Lituània | Lietuvos Respublikos Liberalų Sąjūdis                                                | LRLS    | 1 / 11       |
| Lituània      | Partit de la Llibertat                             | Laisvės Partija                                                                      | LP      | 0 / 11       |
| Luxemburg     | Partit Democràtic                                  | Demokratesch Partei                                                                  | DP      | 2 / 6        |
| Països Baixos | Demòcrates 66                                      | Democraten 66                                                                        | D66     | 2 / 29       |
| Països Baixos | Partit Popular per la Llibertat i la Democràcia    | Volkspartij voor Vrijheid en Democratie                                              | VDD     | 5 / 29       |
| Polònia       | Modern (associat)                                  | Nowoczesna                                                                           |         | 0 / 51       |
| Portugal      | Iniciativa Liberal (associat)                      | Iniciativa Liberal                                                                   | IL      | 0 / 21       |
| Romania       | Unió Salvar Romania                                | Uniunea Salvați România                                                              | USR     | 3 / 32       |
| Suècia        | Partit de Centre                                   | Centerpartiet                                                                        | C       | 2 / 20       |
| Suècia        | Partit Popular Liberal                             | Folkpartiet Liberalerna                                                              | L       | 1 / 20       |
| Txèquia       | ANO 2011                                           | ANO 2011                                                                             | ANO     | 5 / 21       |
| Xipre         | Demòcrates Units                                   | Ενωμένοι Δημοκράτες Enomeni Dimokrates                                               | EDI     | 0 / 6        |

### Partits de fora de la Unió Europea
El Partit de l'Aliança dels Liberals i Demòcrates per Europa té 15 partits membres i 13 d'associats a 16 països del continent europeu, que no formen part de la Unió Europea, entre ells el partit d'en Volodímir Zelenski, president d'Ucraïna, Servidor del Poble.
| Estat                | Nom (català)                                      | Nom (llengua del país) | abr.            |
| -------------------- | ------------------------------------------------- | --- | --------------- |
| Andorra              | Liberals d'Andorra                                | Liberals d'Andorra | L'A             |
| Armènia              | Armènia brillant (associat)                       | Լուսավոր Հայաստան Lusawor Hajastan | ԼՀ / LH         |
| Armènia              | Congrés Nacional Armeni (associat)                | Հայ Ազգային Կոնգրես Hay Azgayin Kongres | ՀԱԿ / HAK       |
| Azerbaidjan          | Igualtat (associat)                               | Müsavat |                 |
| Belarús              | Partit de la Llibertat i el Progrés (associat)    | Партыя свабоды і прагрэсу Partyja svabody i prahresu Партия свободы и прогресса Partiya svobody i progressa                                         | PSP             |
| Bòsnia i Hercegovina | El Nostre Partit (associat)                       | Naša stranka Наша странка | NS/НС           |
| Geòrgia              | Demòcrates Lliures (associat)                     | თავისუფალი დემოკრატები t’avisup’ali demokratebi |                 |
| Geòrgia              | Estratègia Aghmashenebeli                         | სტრატეგია აღმაშენებელი |                 |
| Geòrgia              | Girchi - Més Llibertat                            | გირჩი - მეტი თავისუფლება |                 |
| Geòrgia              | Partit Republicà de Geòrgia (associat)            | საქართველოს რესპუბლიკური პარტია Sak’art’velos Respublikuri Partia                                                                                   | SRP             |
| Geòrgia              | Lelo per Geòrgia (associat)                       | ლელო საქართველოსთვის |                 |
| Islàndia             | Reforma                                           | Viðreisn |                 |
| Kosovo               | Aliança per un Nou Kosovo                         | Aleanca Kosova e Re | AKR             |
| Macedònia del Nord   | Partit Liberal Democràtic                         | Либерално-Демократска Партија Liberalno-Demokratska Partija                                                                                         | LDP             |
| Moldàvia             | Partit Liberal (associat)                         | Partidul Liberal | PL              |
| Montenegro           | Partit Liberal de Montenegro                      | Либерална партија Црне Горе Liberalna partija Crne Gore                                                                                             | LP              |
| Noruega              | Esquerra                                          | Venstre | V               |
| Regne Unit           | Liberal Demòcrates                                | Liberal Democrats | Libs            |
| Regne Unit           | Partit de l'Aliança d'Irlanda del Nord(associat)  | Alliance Party of Northern Ireland | APNI            |
| Regne Unit           | Partit Liberal de Gibraltar (associat)            | Liberal Party of Gibraltar | Libs / LPG      |
| Rússia               | Partit Democràtic Rus Yábloko                     | Росси́йская Демократи́ческая Па́ртия "Я́блоко" Rossíyskaya Demokratícheskaya Pártiya "Yábloko"                                                          | Yábloko         |
| Rússia               | Partit Republicà de la Federació Russa (associat) | Партия народной свободы Partiya narodnoy svobody | ПАРНАС          |
| Suïssa               | Partit Liberal Verd de Suïssa                     | Grünliberale Partei der Schweiz Parti vert'libéral Partito Verde Liberale svizzero Partida Verda-Liberala                                           | GLP / pvl       |
| Suïssa               | Partit Radical Democràtic Suís                    | Freisinnig-Demokratische Partei der Schweiz Parti Radical-Démocratique suisse Partito Radicale Democratico Svizzero Partida liberaldemocrata svizra | PRD / PLR / PLD |
| Ucraïna              | Partit Europeu d'Ucraïna                          | Європейська партія України |                 |
| Ucraïna              | Posició Civil (associat)                          | Громадянська позиція |                 |
| Ucraïna              | Servidor del Poble                                | Слуга народу |                 |
| Ucraïna              | Syla Lyudey (associat)                            | Сила Людей |                 |

### Joventut Liberal Europea
La Joventut Liberal Europea és l'organització de joves on participen totes les entitats juvenils dels partits membres o associats de l'ALDE, així com la Joventut Nacionalista de Catalunya, que manté la seva condició de membre malgrat l'expulsió del PDeCAT de l'ALDE, en aquell moment el seu partit de referència. Segons els estatuts del Partit de l'Aliança dels Liberals i Demòcrates per Europa, LYMEC té concedida de manera automàtica la condició de membre de ple dret.